# 帕特麗西婭·庫爾萊
帕特麗西婭·庫爾萊（英語：Patricia S. Curley，1946年10月25日—）是一位威斯康辛州上訴法院現任法官，1946年10月25日在該州密爾瓦基出生，並於馬凱特大學法律學院畢業，其父親為前國會議員和法官羅伯特·庫爾萊（Robert M. Curley）。
帕特麗西婭·庫爾萊曾在1973年至1978年期間擔任密爾瓦基縣代理地區律師，其後也曾經於1978年至1996年成為密爾瓦基巡迴法院法官，最後在1996年進入威斯康辛州上訴法院。